# جورج أبيل
جورج أبيل هو لاعب هوكي الجليد كندي، ولد في 23 فبراير 1916 في ميلفيل ‏ في كندا، وتوفي بنفس المكان في 16 أبريل 1996.

## وصلات خارجية
- جورج أبيل على موقع EliteProspects.com (الإنجليزية)
- جورج أبيل على موقع أوليمبيديا (الإنجليزية)
- جورج أبيل على موقع قاعة مشاهير الرياضة في ساسكاتشوان (الإنجليزية)